# Battaglie incise sull'Arco di Trionfo di Parigi
Questa voce elenca le 158 battaglie incise sull'Arco di Trionfo di Parigi, combattute dalla Prima Repubblica francese (1792-1804) e dal Primo Impero francese (1804-1815).
- I nomi di 96 battaglie sono incisi sulle facciate interne del monumento, sotto le grandi arcate (24 su ciascuno dei quattro pilastri).
- I nomi di 32 battaglie sono incisi sulle facciate interne del monumento, sotto le piccole arcate (8 su ciascuno dei quattro pilastri).
- I nomi di 30 battaglie sono incisi sulle facciate esterne del monumento, sull'attico (11 sulle facciate lunghe e 4 sulle facciate corte).

Si veda anche l'elenco dei nomi incisi sotto l'Arco di Trionfo di Parigi.

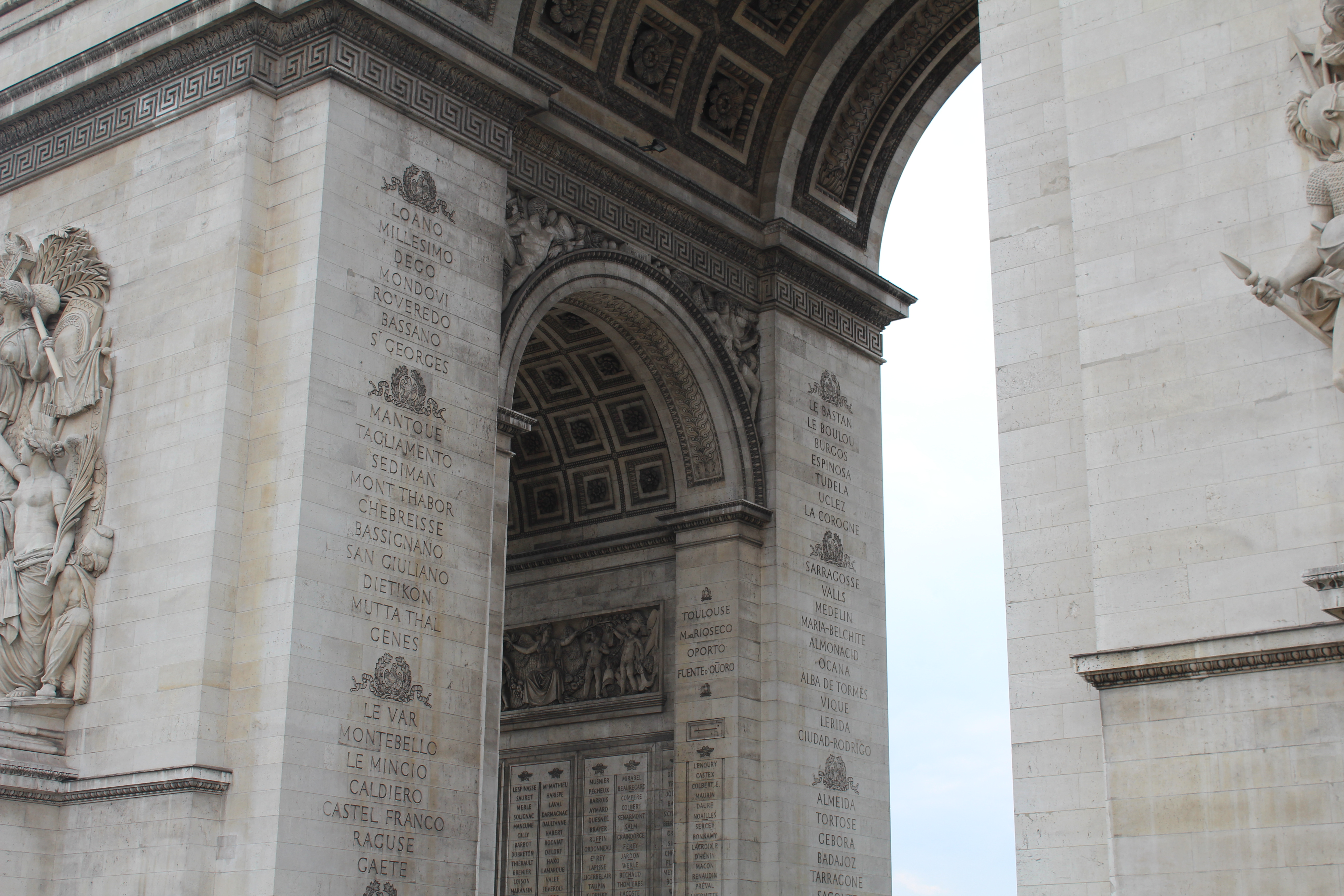
Grandi arcate 96 battaglie.
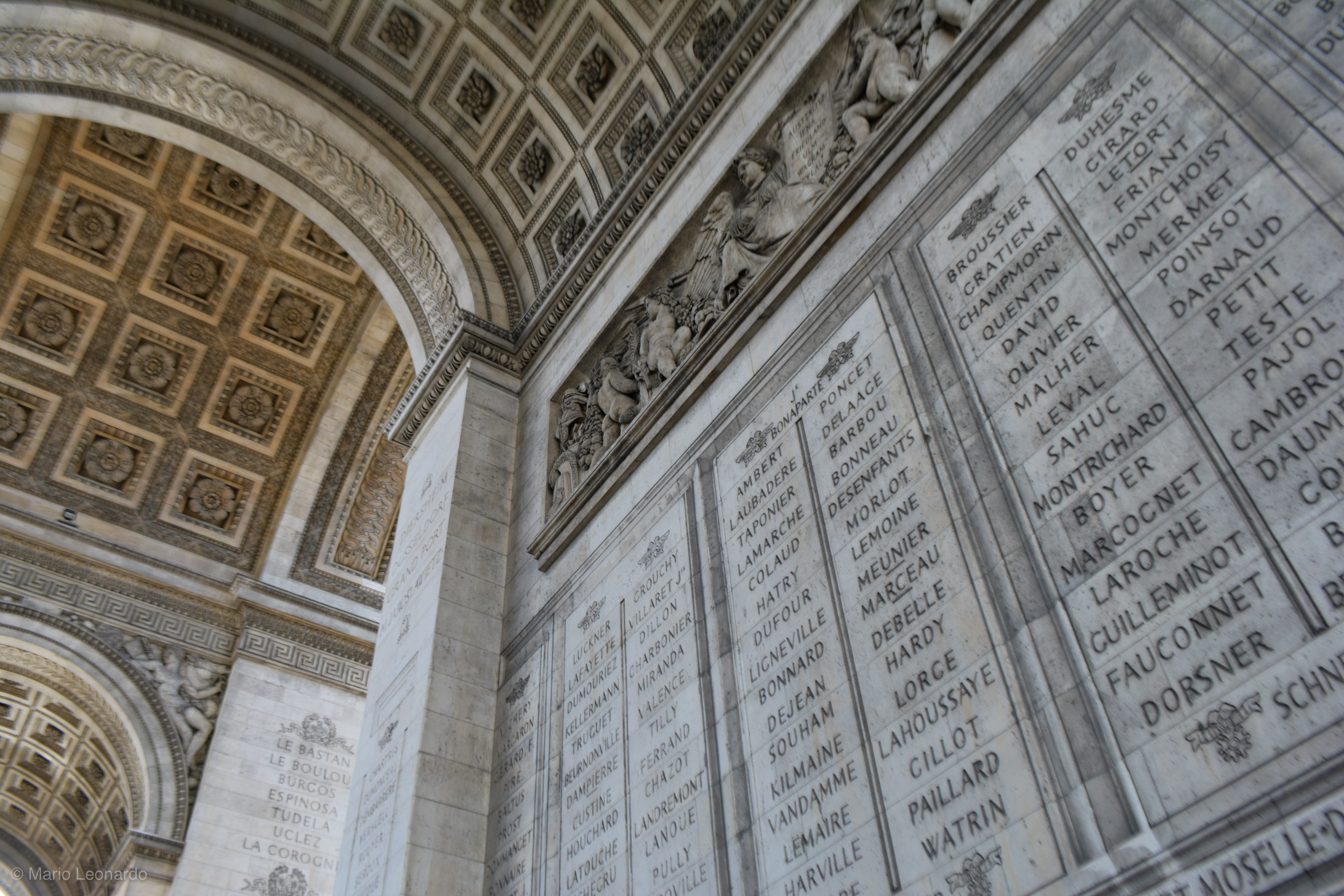
Piccole arcate 32 battaglie.
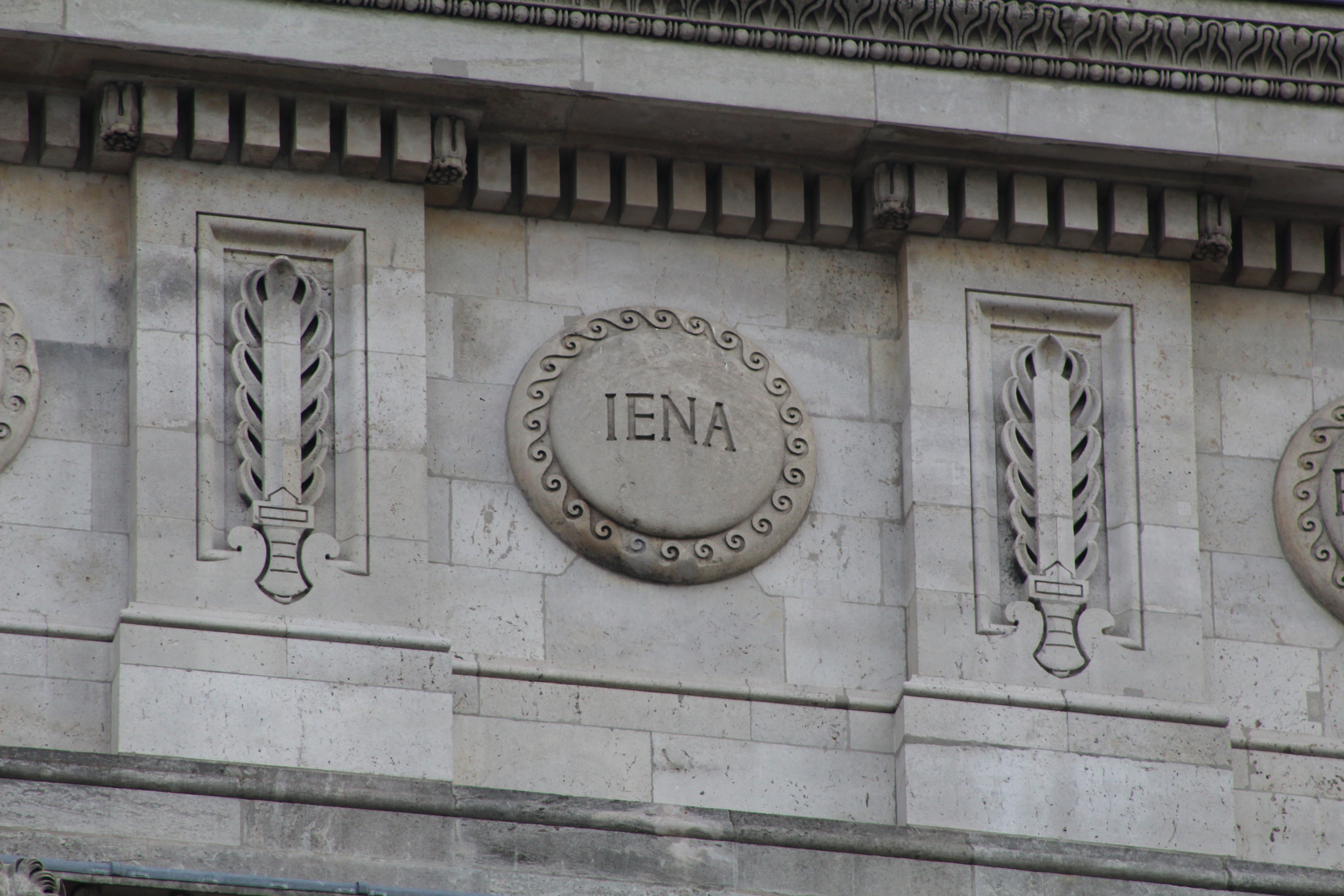
Attico 30 battaglie.

## Grandi arcate

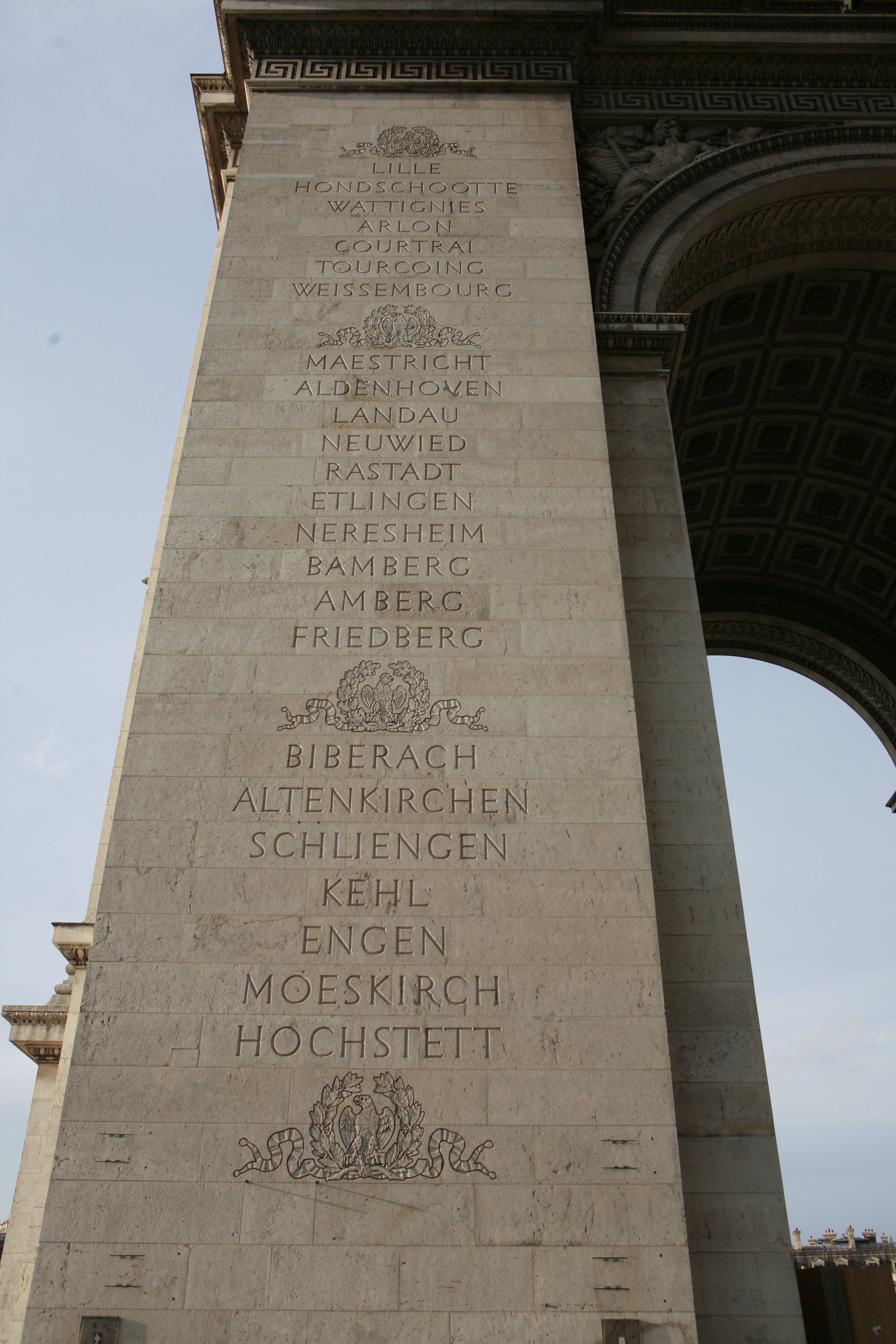
Pilastro nord.
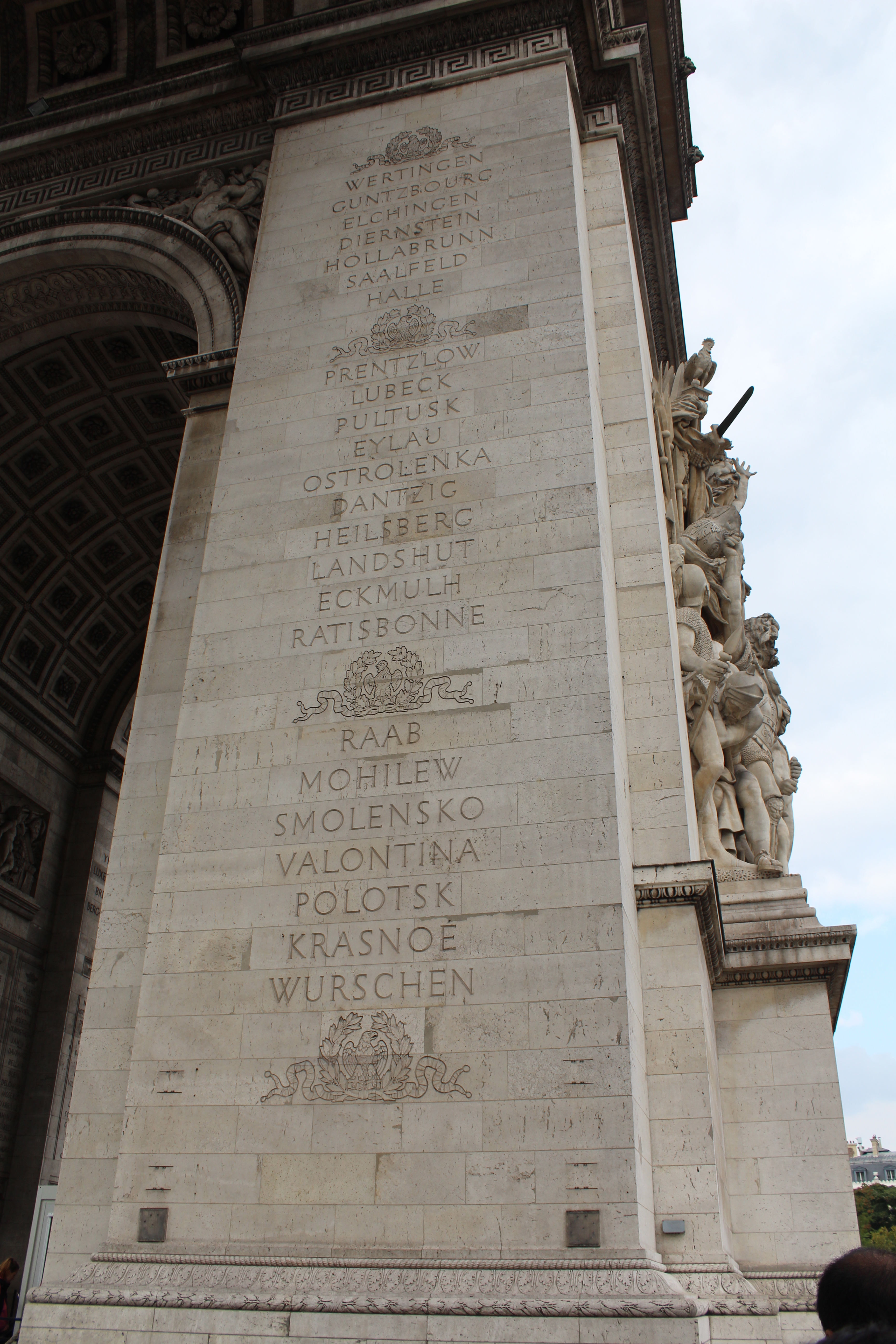
Pilastro est.
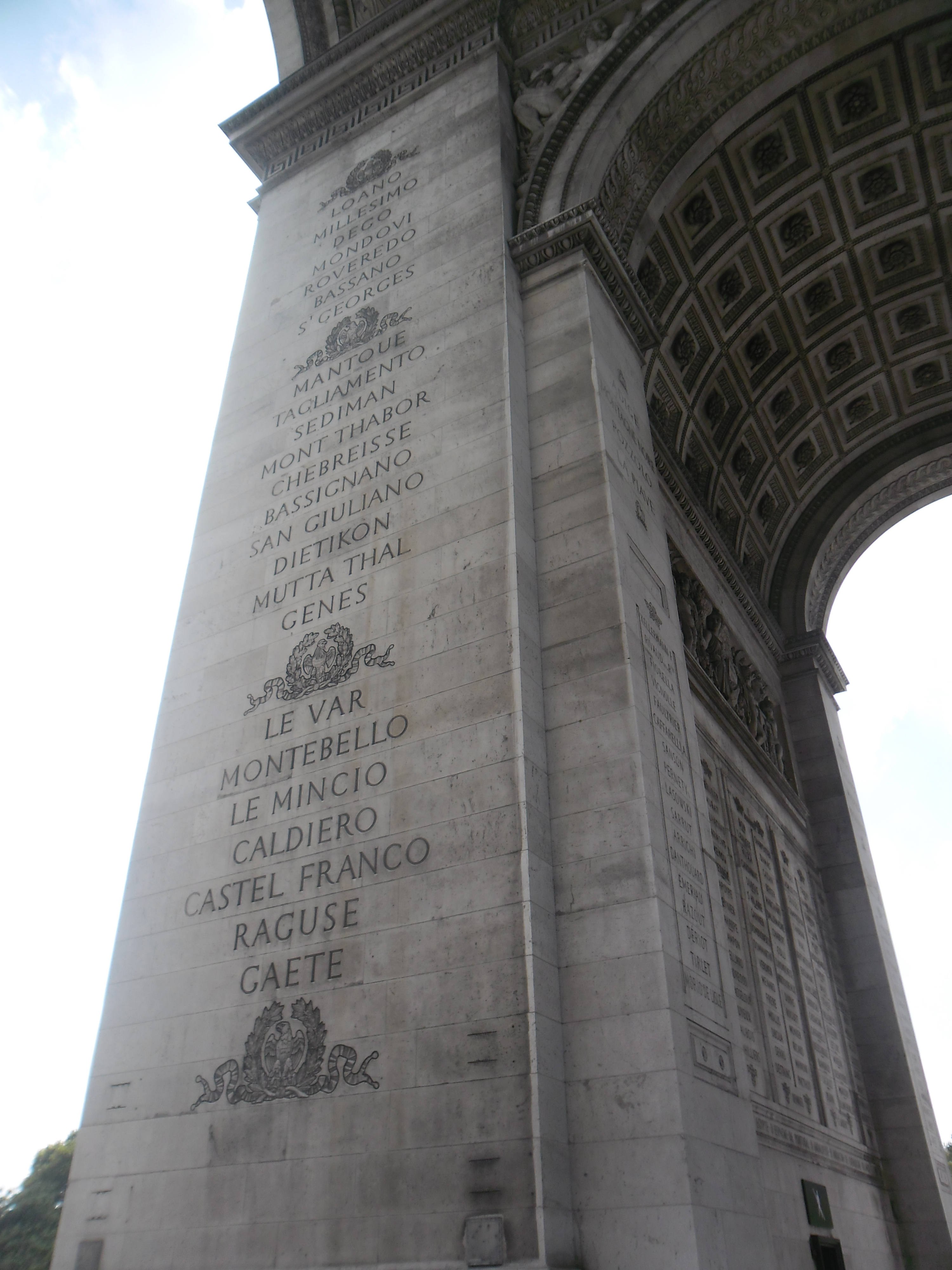
Pilastro sud.
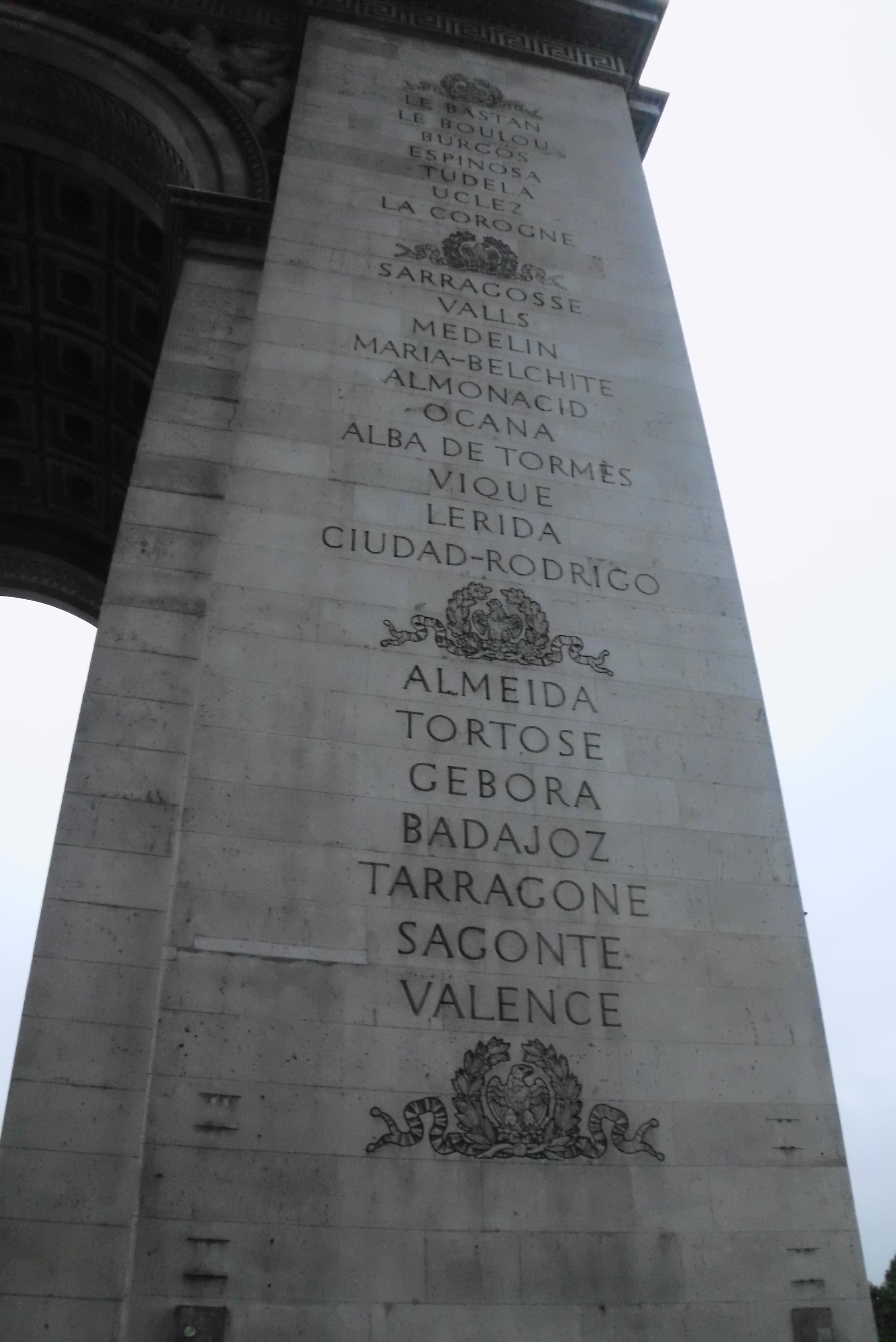
Pilastro ovest.

|  | Pilastro nord |  | Pilastro est |  | Pilastro sud  |  | Pilastro ovest |  |
|  | ------------- |  | ------------ |  | ------------- |  | -------------- |  |
|  | •             |  | •            |  | •             |  | •              |  |
|  | LILLE         |  | WERTINGEN    |  | LOANO         |  | LE BASTAN      |  |
|  | HONDSCHOOTTE  |  | GUNTZBOURG   |  | MILLESIMO     |  | LE BOULOU      |  |
|  | WATTIGNIES    |  | ELCHINGEN    |  | DEGO          |  | BURGOS         |  |
|  | ARLON         |  | DIERNSTEIN   |  | MONDOVI       |  | ESPINOSA       |  |
|  | COURTRAI      |  | HOLLABRUNN   |  | ROVEREDO      |  | TUDELA         |  |
|  | TOURCOING     |  | SAALFELD     |  | BASSANO       |  | UCLEZ          |  |
|  | WEISSEMBOURG  |  | HALLE        |  | ST GEORGES    |  | LA COROGNE     |  |
|  | •             |  | •            |  | •             |  | •              |  |
|  | MAESTRICHT    |  | PRENTZLOW    |  | MANTOUE       |  | SARRAGOSSE     |  |
|  | ALDENHOVEN    |  | LUBECK       |  | TAGLIAMENTO   |  | VALLS          |  |
|  | LANDAU        |  | PULTUSK      |  | SEDIMAN       |  | MEDELLIN       |  |
|  | NEUWIED       |  | EYLAU        |  | MONT THABOR   |  | MARIA-BELCHITE |  |
|  | RASTADT       |  | OSTROLENKA   |  | CHEBREISSE    |  | ALMONACID      |  |
|  | ETLINGEN      |  | DANTZIG      |  | BASSIGNANO    |  | OCANA          |  |
|  | NERESHEIM     |  | HEILSBERG    |  | SAN GIULIANO  |  | ALBA DE TORMÈS |  |
|  | BAMBERG       |  | LANDSHUT     |  | DIETIKON      |  | VIQUE          |  |
|  | AMBERG        |  | ECKMULH      |  | MUTTA THAL    |  | LERIDA         |  |
|  | FRIEDBERG     |  | RATISBONNE   |  | GENES         |  | CIUDAD⁠-⁠RODRIGO |  |
|  | •             |  | •            |  | •             |  | •              |  |
|  | BIBERACH      |  | RAAB         |  | LE VAR        |  | ALMEIDA        |  |
|  | ALTENKIRCHEN  |  | MOHILEW      |  | MONTEBELLO    |  | TORTOSE        |  |
|  | SCHLIENGEN    |  | SMOLENSKO    |  | LE MINCIO     |  | GEBORA         |  |
|  | KEHL          |  | VALONTINA    |  | CALDIERO      |  | BADAJOZ        |  |
|  | ENGEN         |  | POLOTZK      |  | CASTEL FRANCO |  | TARRAGONE      |  |
|  | MOESKIRCH     |  | KRASNOÉ      |  | RAGUSE        |  | SAGONTE        |  |
|  | HOCHSTETT     |  | WURSCHEN     |  | GAETE         |  | VALENCE        |  |
|  | •             |  | •            |  | •             |  | •              |  |

## Piccole arcate

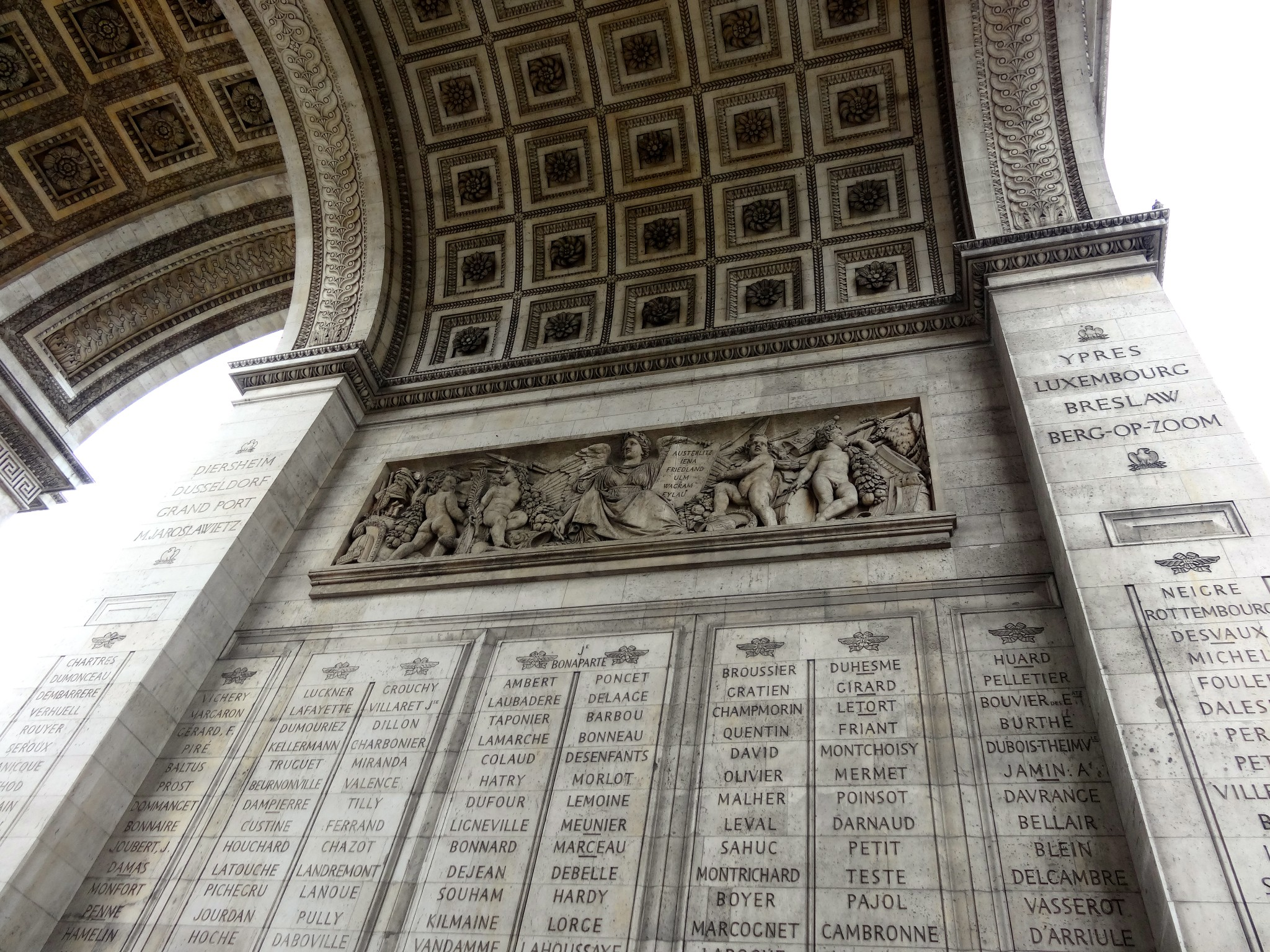
Pilastro nord.
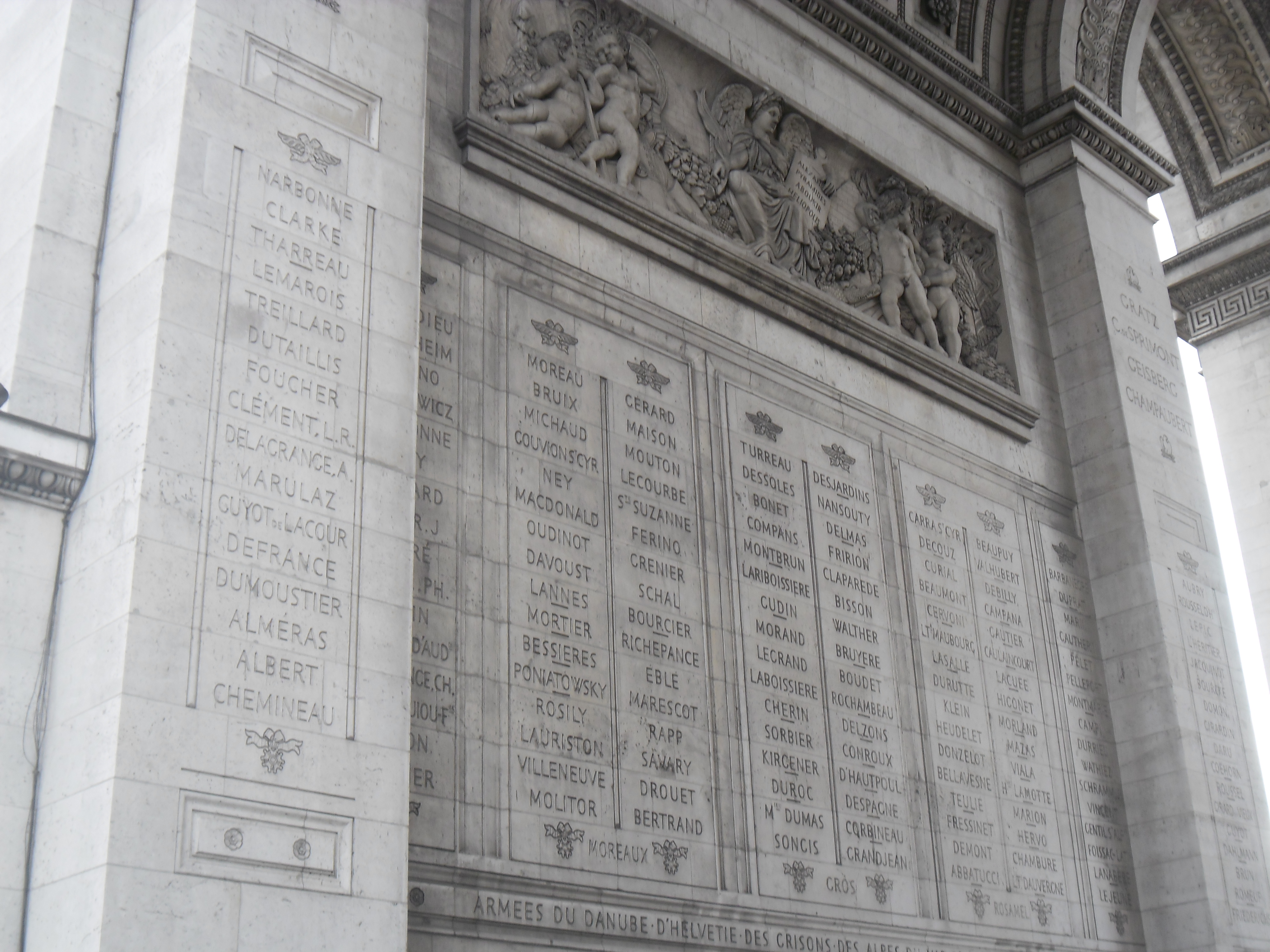
Pilastro est.
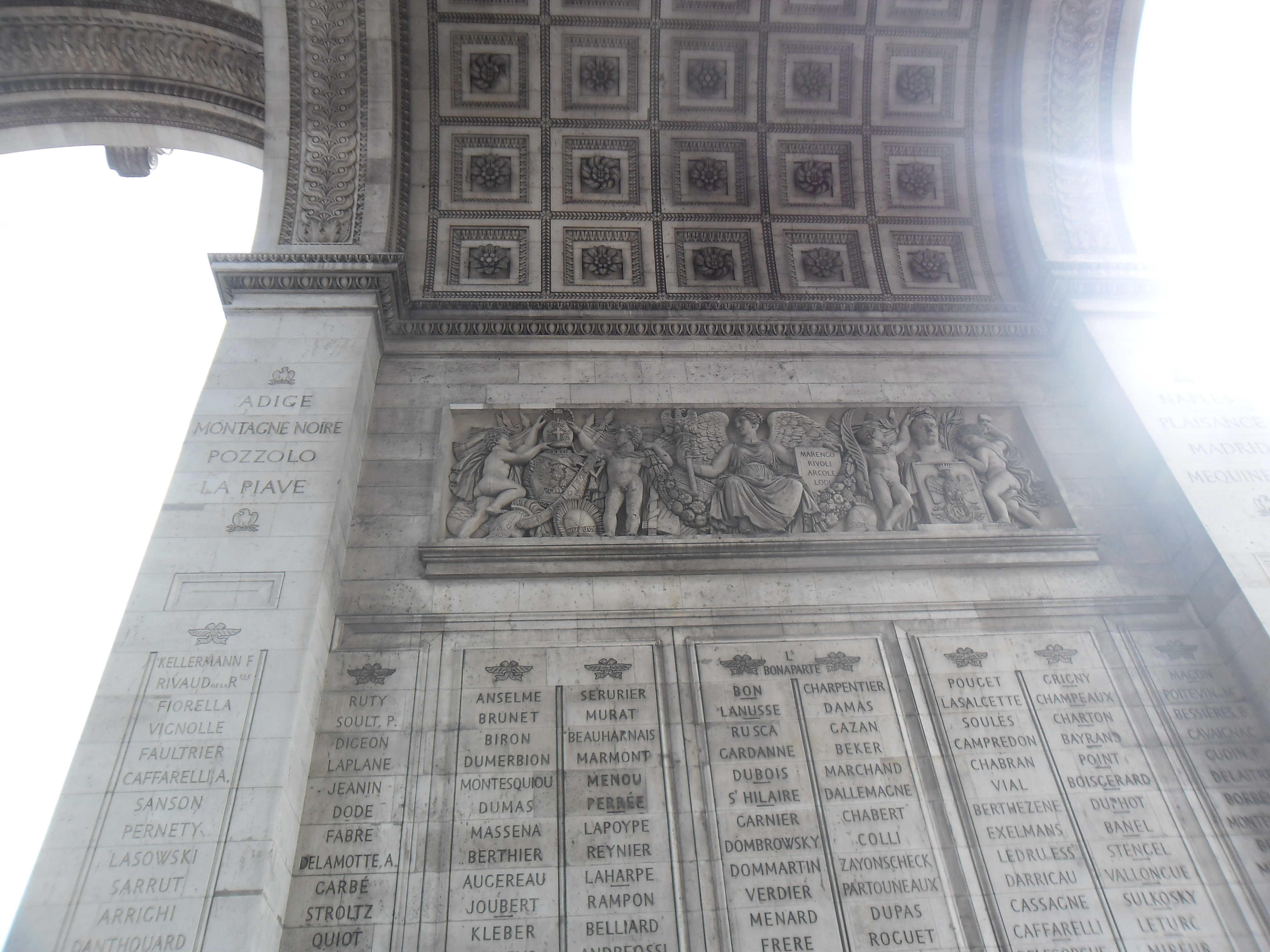
Pilastro sud.
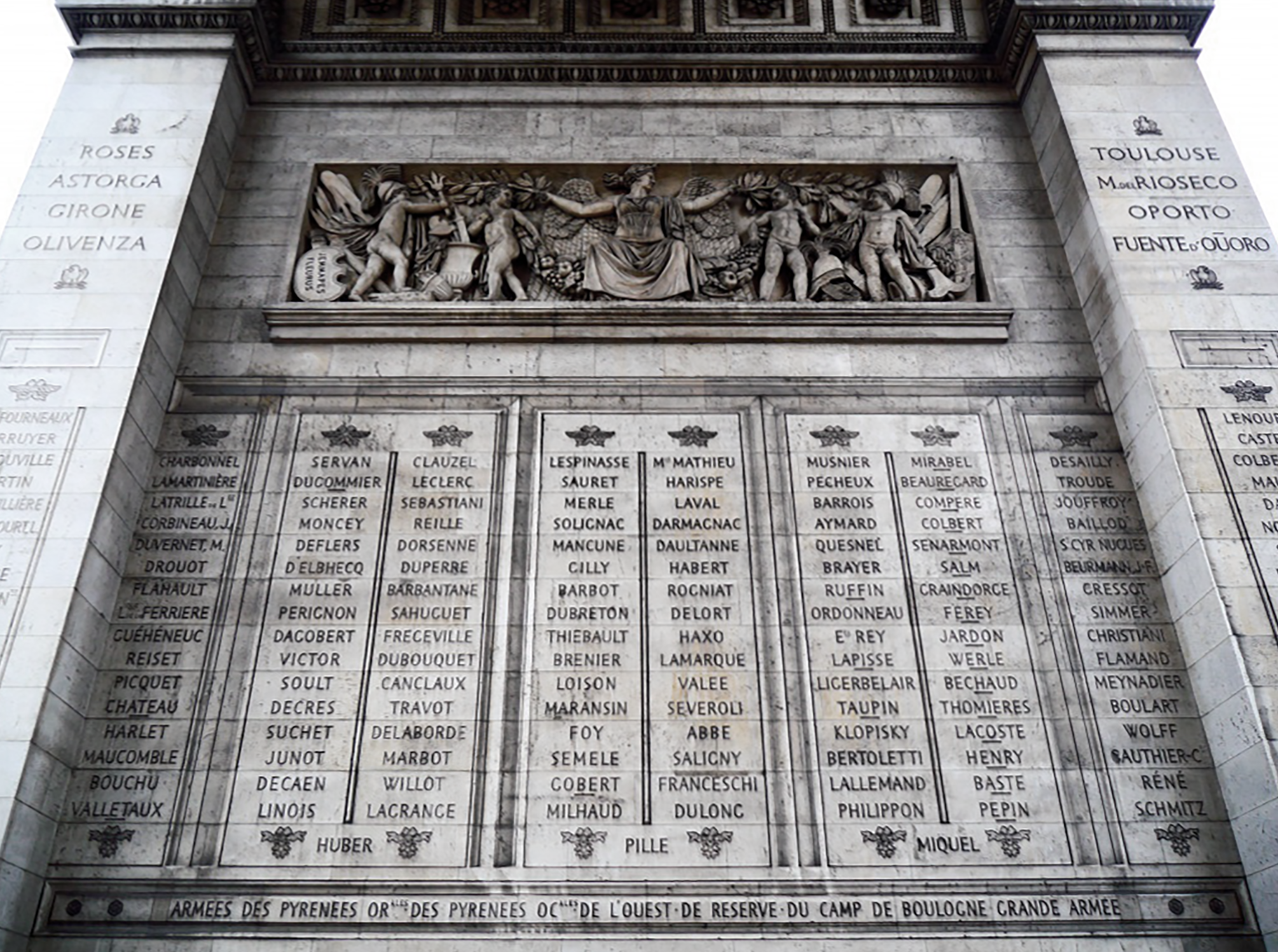
Pilastro ovest.

|  | Pilastro nord    |  | Pilastro est     |  | Pilastro sud     |  | Pilastro ovest   |  |
|  | ---------------- |  | ---------------- |  | ---------------- |  | ---------------- |  |
|  | •                |  | •                |  | •                |  | •                |  |
|  | Colonna sinistra |  | Colonna sinistra |  | Colonna sinistra |  | Colonna sinistra |  |
|  | DIERSHEIM        |  | JAFFA            |  | ADIGE            |  | ROSES            |  |
|  | DUSSELDORF       |  | PESCHIERA        |  | MONTAGNE NOIRE   |  | ASTORGA          |  |
|  | GRAND PORT       |  | CAIRE            |  | POZZOLO          |  | GIRONE           |  |
|  | M.JAROSLAWIETZ   |  | CAPRÉE           |  | LA PIAVE         |  | OLIVENZA         |  |
|  | •                |  | •                |  | •                |  | •                |  |
|  | Colonna destra   |  | Colonna destra   |  | Colonna destra   |  | Colonna destra   |  |
|  | YPRES            |  | GRATZ            |  | NAPLES           |  | TOULOUSE         |  |
|  | LUXEMBOURG       |  | C. DE SPRIMONT   |  | PLAISANCE        |  | M. DEL RIOSECO   |  |
|  | BRESLAW          |  | GEISBERG         |  | MADRID           |  | OPORTO           |  |
|  | BERG⁠-⁠OP⁠-⁠ZOOM     |  | CHAMPAUBERT      |  | MEQUINENZA       |  | FUENTE D'OŨORO   |  |
|  | •                |  | •                |  | •                |  | •                |  |

## Attico

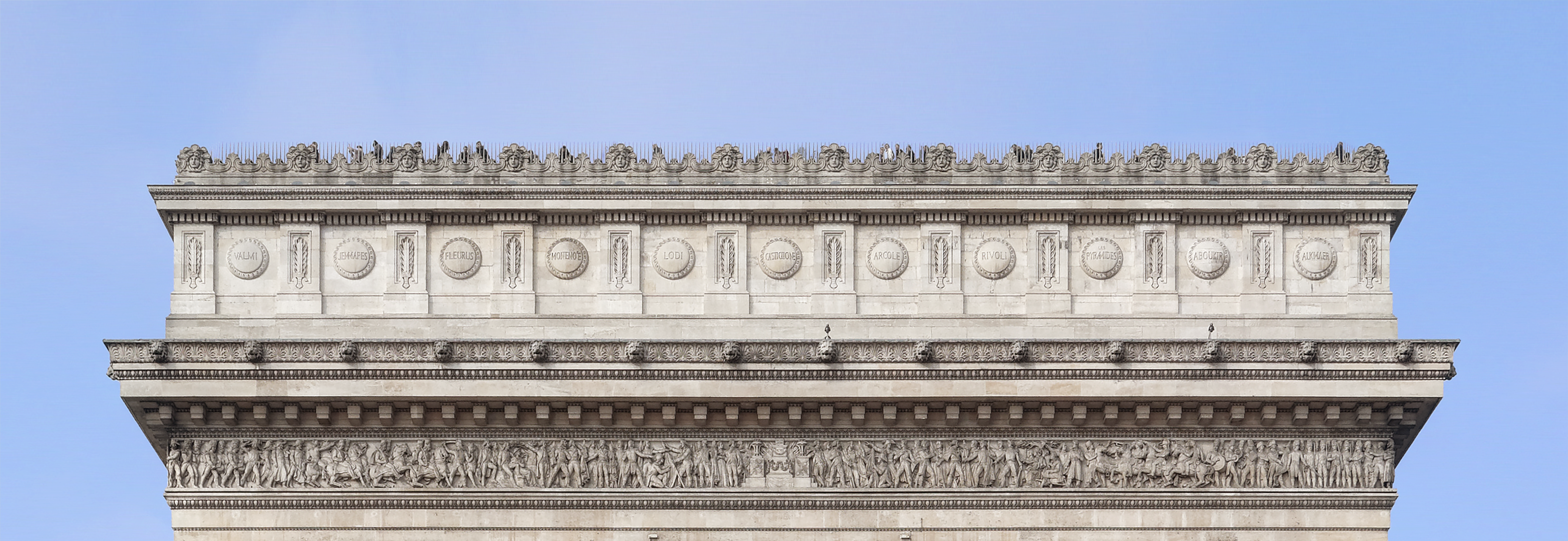
Avenue des Champs-Élysées.
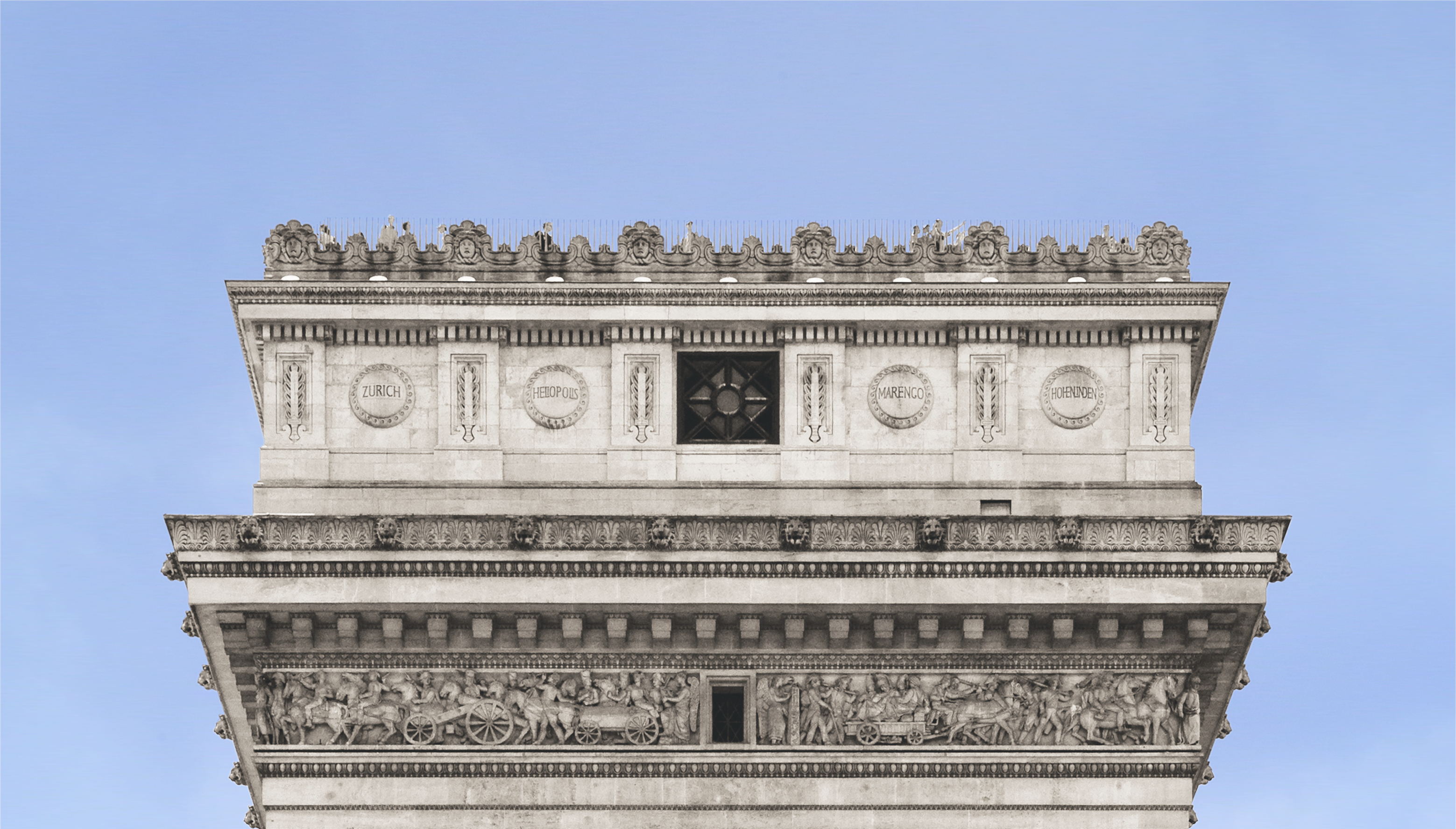
Avenue de Wagram.
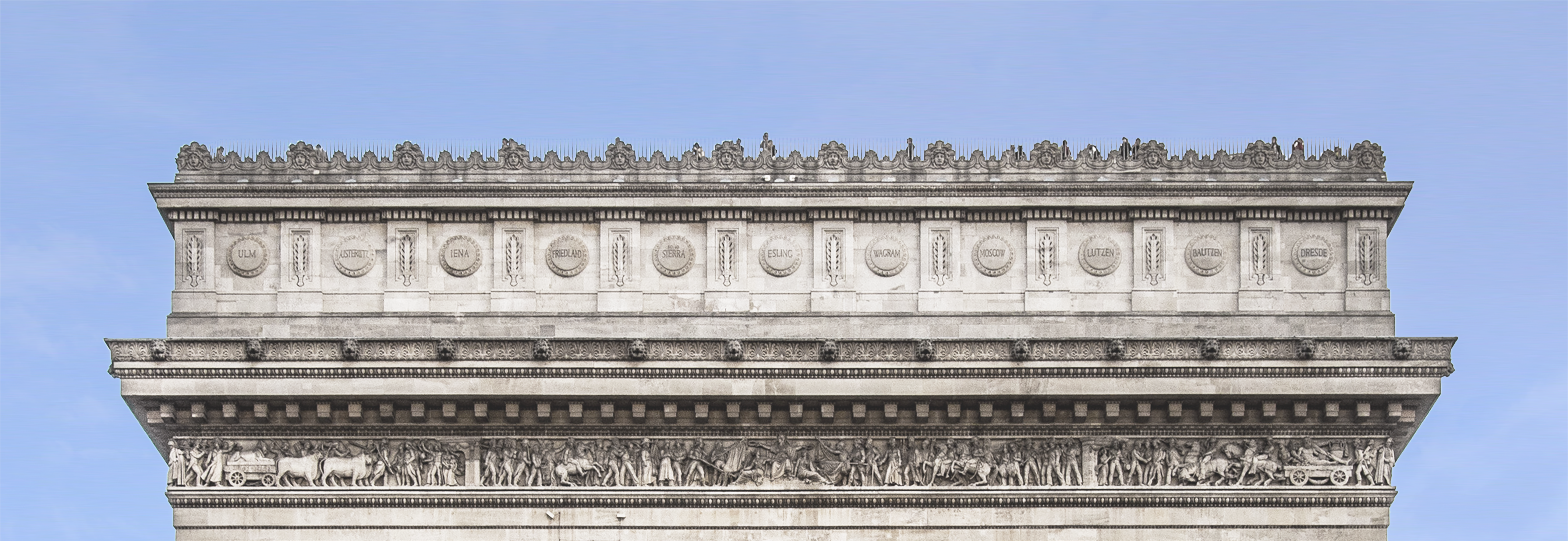
Avenue de la Grande Armée.
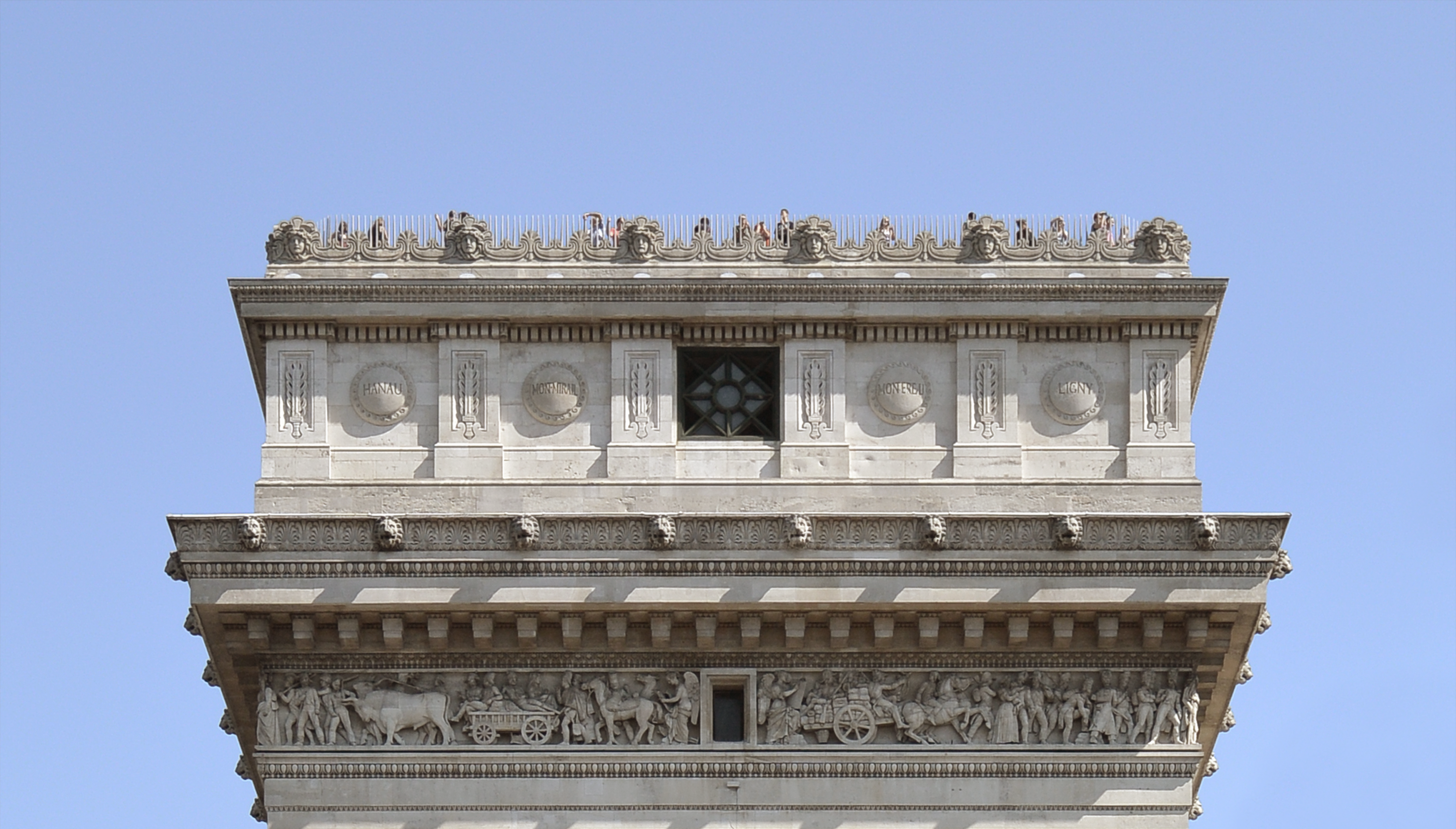
Avenue Kléber.

|  | Avenue des Champs⁠-⁠Élysées |  |
|  | --- |  |
|  | VALMY ・ JEMMAPES ・ FLEURUS ・ MONTENOTTE ・ LODI ・ CASTIGLIONE ・ ARCOLE ・ RIVOLI ・ LES PYRAMIDES ・ ABOUKIR ・ ALKMAER |  |
|  | • |  |
|  | Avenue de Wagram |  |
|  | ZURICH ・ HELIOPOLIS ・ MARENGO ・ HOHENLINDEN                                                                               |  |
|  | • |  |
|  | Avenue de la Grande Armée |  |
|  | ULM ・ AUSTERLITZ ・ IENA ・ FRIEDLAND ・ SOMO SIERRA ・ ESLING ・ WAGRAM ・ MOSKOWA ・ LUTZEN ・ BAUTZEN ・ DRESDE          |  |
|  | • |  |
|  | Avenue Kléber |  |
|  | HANAU ・ MONTMIRAIL ・ MONTEREAU ・ LIGNY                                                                                    |  |
|  | • |  |